# Esther-Bejarano-Gesamtschule
Die Esther-Bejarano-Gesamtschule (kurz EBEGE, vormals Gesamtschule Freudenberg) ist eine Gesamtschule in Freudenberg (Siegerland) im Kreis Siegen-Wittgenstein in Nordrhein-Westfalen. Die Schule im Freudenberger Stadtteil Büschergrund wurde nach Esther Bejarano, einer Überlebenden des KZ Auschwitz-Birkenau, benannt.

## Geschichte
Die Schule wurde zum Schuljahr 2013/2014 unter dem Namen „Gesamtschule Freudenberg“ eröffnet und löste die Freudenberger Haupt- und Realschule (beide zum Schuljahr 2017/18 ausgelaufen) ab. Im Sommer 2022 verließ der erste Abiturjahrgang Freudenbergs die Schule. Seit dem 1. August 2022 trägt die Schule den Namen Esther Bejaranos.

## Besonderheiten
- Bei der Schule handelt es sich um eine Ganztagsschule mit eigener Mensa und einer Vielzahl von Arbeitsgemeinschaften.[5]
- Die Schule ist Schule des Gemeinsamen Lernens und unterrichtet somit Schüler mit Förderbedarf gemeinsam mit solchen ohne.
- Im Rahmen des „buddY-Programms“ werden Schüler zu Busbegleitern, Streitschlichtern, Schulsanitätern und Nachhilfelehrern ausgebildet.[6]
- Am 19. November 2021 erhielt die Gesamtschule das Zertifikat Schule ohne Rassismus – Schule mit Courage.[7]
- Die Schule bietet eine Bienen-AG an, bei der unter anderem Honig produziert wird.[8]

## Kooperationen
Die Schule pflegt einige Kooperationen mit regionalen Unternehmen und Institutionen, darunter:
- Universität Siegen
- Westnetz
- Harburg-Freudenberger
- VR-Bank Freudenberg-Niederfischbach
- Sparkasse Siegen
- Technikmuseum Freudenberg
- AOK Nordwest
- SV Fortuna Freudenberg

Ferner existiert eine Partnerschaft mit der Leonard Ntshuntshe Secondary School in Emalahleni (Südafrika) sowie dem Ivan-Trush-Gymnasium in Brody (Ukraine).

## Vorfälle
Die Schule wurde im Juni 2021 überregional bekannt, als einer Schülerin während einer Pause eine Regenbogenfahne entrissen und daraufhin angezündet wurde.
Im März 2023 wurde die Schule durch die Tötung einer Schülerin erneut bundesweit bekannt. Die Tat wurde später von zwei nicht strafmündigen Klassenkameradinnen gestanden. Nach den Geständnissen fand mehrere Tage kein Unterricht an der Schule statt. Stattdessen wurden die Schüler psychologisch betreut.